# الجودفية
الجودفية قرية تابعة لقضاء البغدادي في محافظة الأنبار في العراق، تقع القرية على نهر الفرات، يمتهن أهلها الزراعة وتربية الحيوانات الداجنة.